# Alejandro Mata
Alejandro Mata Boyer (Caracas; 24 de diciembre de 1948), es un actor de televisión venezolana.

## Biografía
Hijo de Delia Flor Boyer y Luis Mata, nació Alejandro en Caracas, quién comenzó su trayectoria artística como modelo de comerciales gracias a su desenvolvimiento en cámara, característica fundamental que más tarde lo llevaría a emprender estudios de actuación por 3 años en la Escuela de Arte Dramático Juana Sujo.
Su primera puesta en escena fue en 1966 dentro de la serie Fiebre de Juventud, una comedia musical dirigida por Alfonso Corona, aunque es a partir de 1970 que comienza a proyectarse con fuerza, primeramente por Radio Rumbos gracias a Arquímedes Rivero y sus radionovelas, y luego encarnando papeles pequeños pero significativos en los dramáticos Alejandra, La Usurpadora y Bárbara.
Asimismo, el profesional en marketing y publicidad ingresó en 1972 como Franky al elenco de la producción de Venevisión, Lucecita, en una segunda versión de la novela que volvería a generar un rotundo éxito. Durante ese mismo año se monta en las tablas con dos obras de teatro, El Juicio de Nuremberg dirigida por Gilberto Pinto y Vive Como Quieras regida por Horacio Peterson. Entretanto, los años siguientes continúa realizando piezas teatrales como La Jaula de las Locas y A Media Luz los Tres, a la par estuvo 2 años enriqueciéndose profesionalmente de la mano de Amalia Pérez Díaz mediante el Taller del Actor.
Posteriormente, se educó durante un año en el curso Técnicas de la Voz dictado por el profesor Carlos Franchi y con la llegada de 1975 estrena en el teatro Se Infiel y No Mires Con Quién, obra que marcó hito en el género de comedia al ser la primera con notoriedad en Caracas, además personificó al Padre Alirio en la telenovela Valentina, protagonizada por Marina Baura y Raúl Amundaray. Al finalizar ese período, llegó a su vida el papel de contrafigura en La señorita Elena, donde Mata tendría la labor de compartir escena con un individuo al que admira, el gran José Luis Rodríguez "El Puma".
El amante del mar, igualmente participó en las telenovelas Piel de Zapa, La Casa de los Ávila, Muñequita, Leonela, Carissima, La Niña de Mis Ojos, Trapos Íntimos, Amor del Bueno, Ser Bonita No Basta, Con Toda el Alma, Arroz Con Leche, Nadie me Dirá Como Quererte, Tomasa Tequiero y uno de los últimos éxitos dramáticos de Venevisión, ¡Válgame Dios!, escrita por Mónica Montañés y en la cual Alejandro se desempeñaba como un taxista con dos hijos de nombre Remberto Pérez. De igual forma, representó a Simón Bolívar en una serie para VTV dirigida por Betty Kaplan, fue presentador y protagonista en Matrimonios y Algo Más y en su haber destacan otras obras de teatro tales como No te Pases de la Raya Cariño, A mi las Mujeres Ni Fu Ni Fa, Lo Hicimos ¿Y Qué?, Sopa de Rabo, Confesiones de Ellas y Ellos y Ellos Juran Que Son Ellas.

## Telenovelas
- 1966, Fiebre de Juventud.
- 1971, Bárbara. - Detective
- 1972, Lucecita (telenovela de 1972) .(Venevisión) - Franky
- 1975, La señorita Elena .(Venevisión) - Ernesto
- 1975, Valentina (telenovela venezolana) .(RCTV) -  Padre Alirio
- 1976, Sabrina (telenovela) .(RCTV)
- 1983, Leonela .(RCTV) - Leonela
- 2000, Carissima .(RCTV)
- 2001, La niña de mis ojos .(RCTV) - José Miguel Rondón
- 2002, Trapos íntimos .(RCTV) - Gumersindo Cordero
- 2004, Amor del bueno .(Venevisión) -  Emiliano Valdez
- 2005, Ser bonita no basta .(RCTV) - Ramiro Campos
- 2005, Con toda el alma .(Venevisión)
- 2005, Arroz con leche (telenovela).[4]  .(Venevisión) - Wenceslao
- 2008, Nadie me dirá cómo quererte .(RCTV) - Ulices Stephanopolus
- 2009, Tomasa Tequiero .(Venevisión) - Don Pedro
- 2012, Mi ex me tiene ganas .(Venevisión) - Gerson
- 2012, Válgame Dios.[5] .(Venevisión) - Remberto Pérez
- 2014, Corazón esmeralda .(Venevisión) - Silvestre Montalvo
- 2015, A puro corazón .(Televen) -  Ernesto Rodríguez
- 2017, Para verte mejor .(Venevisión) - Fernando Blanco
- 2017, La fiscal de hierro . (TV Azteca)